# 윌리엄 고팔라와

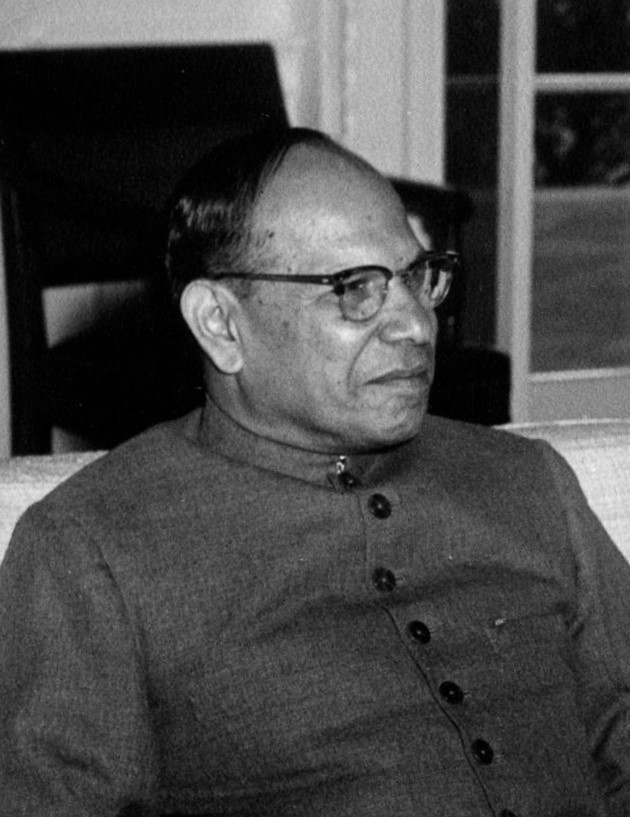
윌리엄 고팔라와(1961년)

윌리엄 고팔라와(싱할리어:විලියම් ගොපල්ලව , 타밀어:வில்லியம் கோபள்ளவா, 1897년 11월 17일 ~ 1981년 1월 31일)는 스리랑카의 정치인, 초대 대통령이다. 그는 영연방 실론의 마지막 총독이었고, 1972년 영연방에서의 완전히 독립한 후에 1972년 5월 22일에서 1978년 2월 4일까지 스리랑카 초대 대통령을 지냈다. 대통령 재임 기간에는 1972년 5월 22일부터 1976년 2월 29일까지는 시리마보 반다라나이케 총리가 실권하였다. 1981년 콜롬보에서 83세의 나이로 사망하였다.